# Zátiší s králíkem
Zátiší s králíkem, francouzsky La table – Nature mort au lapin, je obraz Joana Miróa z roku 1920, který namaloval rok poté, co přišel do Paříže. Bývá označován za jeho hlavní dílo v tomto tvůrčím období. Dílo má kubistický charakter, je však mnohem realističtější, než jeho předchozí malby.

## Popis
Zátiší s rozměry 130 cm × 110 cm, odkazuje na Miróovu inspiraci katalánskými primitivy. Na žlutohnědém čtvercovém stolku s ozdobnýma nohama leží talíř podložený novinovým papírem s uzenou rybou, živý králík a živý kohout. Kompozici doplňuje demižon, vinné listy, paprika a cibule.

## Výstavy
- 2007 – Spanish Painting from El Greco to Picasso: Time, Truth, and History", Guggenheim Museum, New York